# ÖBB 4090 sorozat
Az ÖBB 4090 sorozat egy osztrák keskeny nyomtávolságú villamosmotorvonat-sorozat volt. 1994-ben az SGP és az ELIN gyártotta az ÖBB megrendelésére a Mariazellerbahn kisvasúti vonalra.
A típusból összesen 7 darab modult szállítottak: 3 darab vonófejes, motorvonati egységet 4090-001, 4090-002 és 4090-003 pályaszámmal, 3 darab közbenső, személykocsi egységet 7090-001, 7090-002 és 7090-003 pályaszámmal, valamint 1 darab - vonófejes modulokhoz hasonlító, de hajtás nélküli - vezérlőkocsi egységet 6090-001 pályaszámmal. A modulokból eredetileg két önálló szerelvény összeállítást képeztek: egy háromrészest (4090-001 + 7090-001 + 6090-001) 148 ülőhellyel, illetve egy négyrészest (4090-002 + 7090-002 + 7090-003 + 4090-003) 208 ülőhellyel.
A sorozatos meghibásodások, valamint az alacsony darabszámból fakadó alkatrész utánpótlási problémák miatt nem váltotta be a hozzá fűzött reményeket, így az összes szerelvényt átszállították a Pinzgauer Lokalbahn társasághoz, ahol felújítás után a közbenső, személykocsi modulokat újra üzembe helyezik. Mivel a Zell am See és Krimml között vezető, keskeny nyomközű vonal nem villamosított, a motorvonat vonófejes egységeit a tervek szerint akkumulátoros üzeműre alakítanák át.